# Gleditsia sinensis
Gleditsia sinensis és una espècie de planta nativa d'Àsia.

## Etimologia
En Xina, la planta Gleditsia sinensis rep el nom comú de zào jiá ((xinès))., mongeta de sabó

## Medicina tradicional xinesa
És una de les 50 plantes fonamentals de la medicina tradicional xinesa. S'ha usat des de fa com a mínim 2.000 anys com a detergent. Les espines de Gleditsia sinensis es fan servir com medicinals a la Xina i a Corea i poden tenir propietats antitumorals.

## Estudis científics
G. sinensis té in vitro efectes que poden ser indicatius d'activitats antial·lèrgia possiblement per la saponina dels seus fruits. Estudis fets en ratolí suggreixen que l'extracte etanòlic de Gleditsia sinensis podrien ser eficaços en tractar l'asma al·lèrgica.
Les espines tenen activitat antibacteriana contra el bacteri Xanthomonas vesicatoria i contra el bacteri Bacillus subtilis.
L'extracte del fruit de Gleditsia sinensis té efectes inhibidors en cèl·lules cultivades de càncer.